# Occhiali da arrampicata

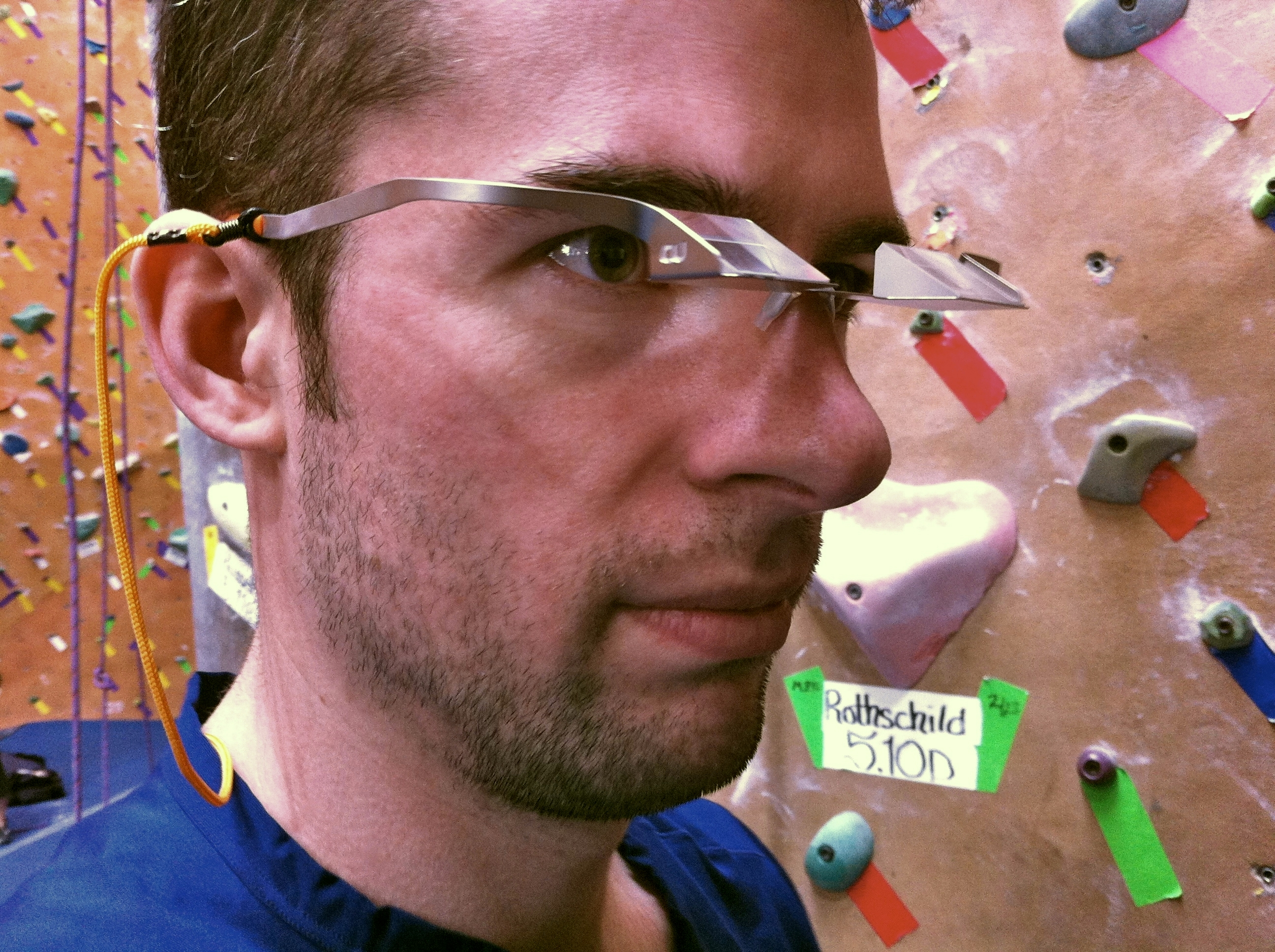
Un arrampicatore mentre indossa gli occhiali.

Gli occhiali da arrampicata, chiamati anche occhiali da sicura, sono un particolare tipo di occhiali prismatici, realizzati a partire dal 2008, utilizzato nell'arrampicata sportiva. Tali occhiali permettono all'arrampicatore che fa sicura, ossia che è deputato a compiere quell'insieme di movimenti, gesti e tecniche che consentono di frenare una caduta accidentale del primo di cordata, di osservare il proprio partner durante l'arrampicata senza dover allungare eccessivamente il rachide cervicale.

## Principio di funzionamento

Il principio di funzionamento delle lenti degli occhiali da arrampicata.

Gli occhiali da arrampicata utilizzano come lenti dei prismi di Bauernfeind, un particolare tipo di prismi riflettenti, grazie ai quali il fascio di luce che colpisce perpendicolarmente la superficie inclinata del prisma viene deviato di 60° verso l'alto e poi di 120° verso l'occhio dell'utilizzatore venendo totalmente riflesso internamente, senza che vi sia rotazione o capovolgimento dell'immagine, come avviene invece, ad esempio, negli occhiali ad inversione.

## Applicazione

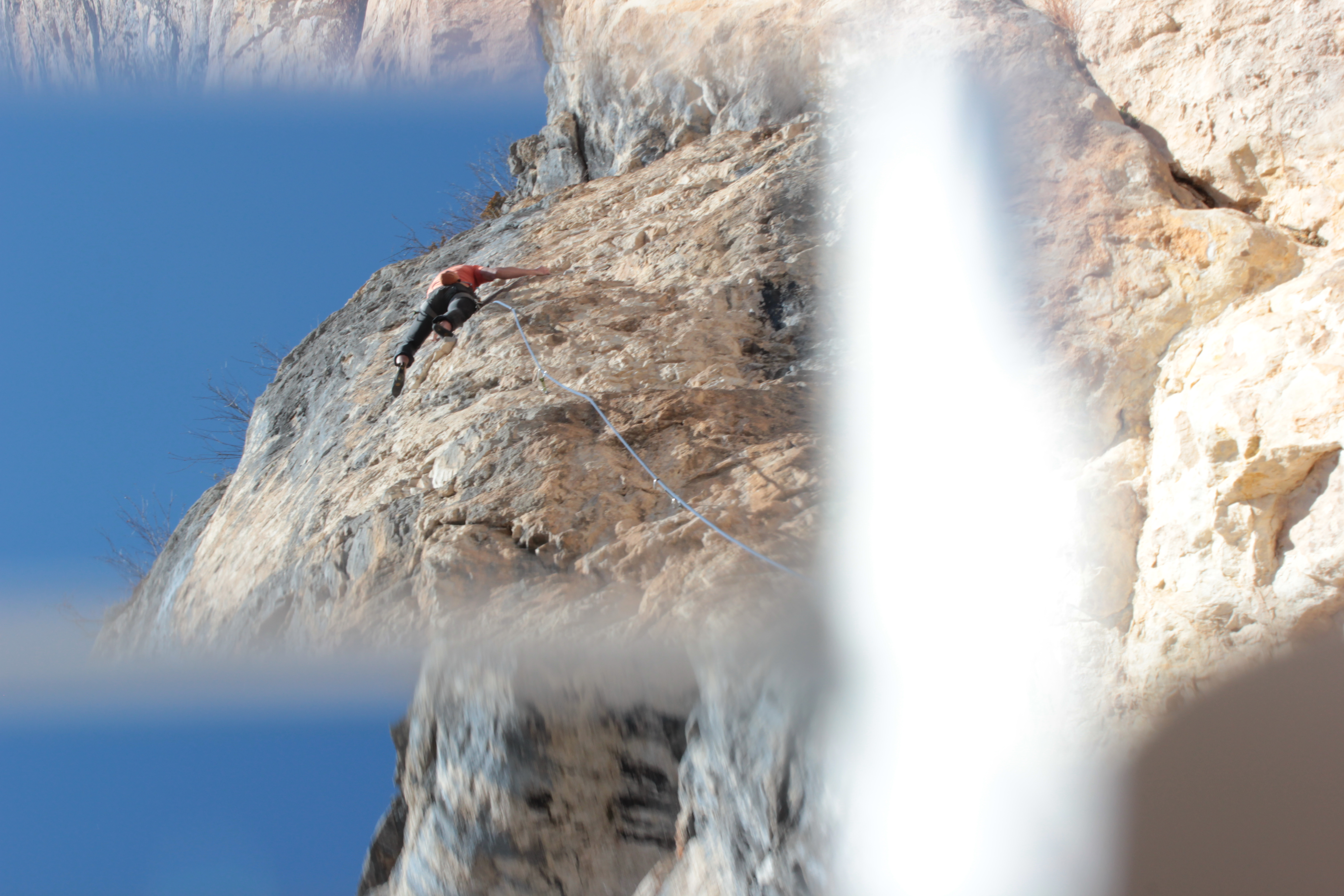
Vista attraverso gli occhiali da arrampicata.

Indossando gli occhiali da arrampicata, la vista dell'utilizzatore viene deviata verso l'alto, in modo che egli possa guardare verso il compagno che lo precede senza ruotare la testa né muovere il collo. Di conseguenza, l'eccessiva lordizzazione del rachide cervicale e il conseguente dolore al collo possono essere evitati.
Sviluppati nel 2007 dall'arrampicatore sportivo tedesco Albi Schneider e vincitori di un Outdoor Award all'ISPO 2008, gli occhiali da arrampicata sono principalmente utilizzati nell'arrampicata all'aperto, tuttavia, vista la crescente pendenza e lunghezza dei tratti presenti nei percorsi indoor, tale dispositivo sta trovando ampio utilizzo anche in quell'ambito.
Uno svantaggio dato dagli occhiali da arrampicata può essere la restrizione del campo visivo verso l'alto data dalla dimensione dei prismi, per questo motivo, l'utilizzo di questo occhiali richiede un periodo di acclimatazione iniziale.